# Rudi Roseval
Rudi Roseval is een Surinaams politicus en register-accountant. Hij was in 1991 een kleine twee maanden minister van Financiën.

## Biografie
Roseval was in 1991 directeur van Energiebedrijven Suriname (EBS) en had geen politieke ervaring. Daarnaast is hij register-accountant.
Na de verkiezingen van 1991 had Ronald Venetiaan van de Nationale Partij Suriname (NPS) vijf kandidaten voor de post van minister van Financiën. Een van hen was Roseval.  Hij werd voor de functie geselecteerd en op 11 oktober 1991 beëdigd. Nog geen twee maanden later, op 6 december 1991, nam hij alweer ontslag. In een verklaring liet hij enkele dagen later weten dat hij de "basisvereisten voor normaal management" miste. In De Nationale Assemblée reageerde Venetiaan hierop met de woorden dat hij hoopte "dat de overige leden van het kabinet in het voorval een inspiratiebron zien voor nog meer efficiënte arbeid." De minister van Planning en Ontwikkelingssamenwerking en tevens zijn voorganger, Eddy Sedoc, volgde hem ad interim op en in juni 1992 trad zijn definitieve opvolger Humphrey Hildenberg aan.
In 2003 had hij de leiding over de Commissie Inventarisatie Staatsschuld die de smeergeldaffaire van Ballast Nedam en de bouw van de Jules Wijdenboschbrug onderzocht. In 2013 was hij vanuit het Presidential Development Fund betrokken bij het palmolieproject Kabalebo. In 2015 bracht hij een advies uit aan de Centrale Landsaccountantsdienst om een onafhankelijk onderzoek op te starten over EBS.